# Sant’Urbano

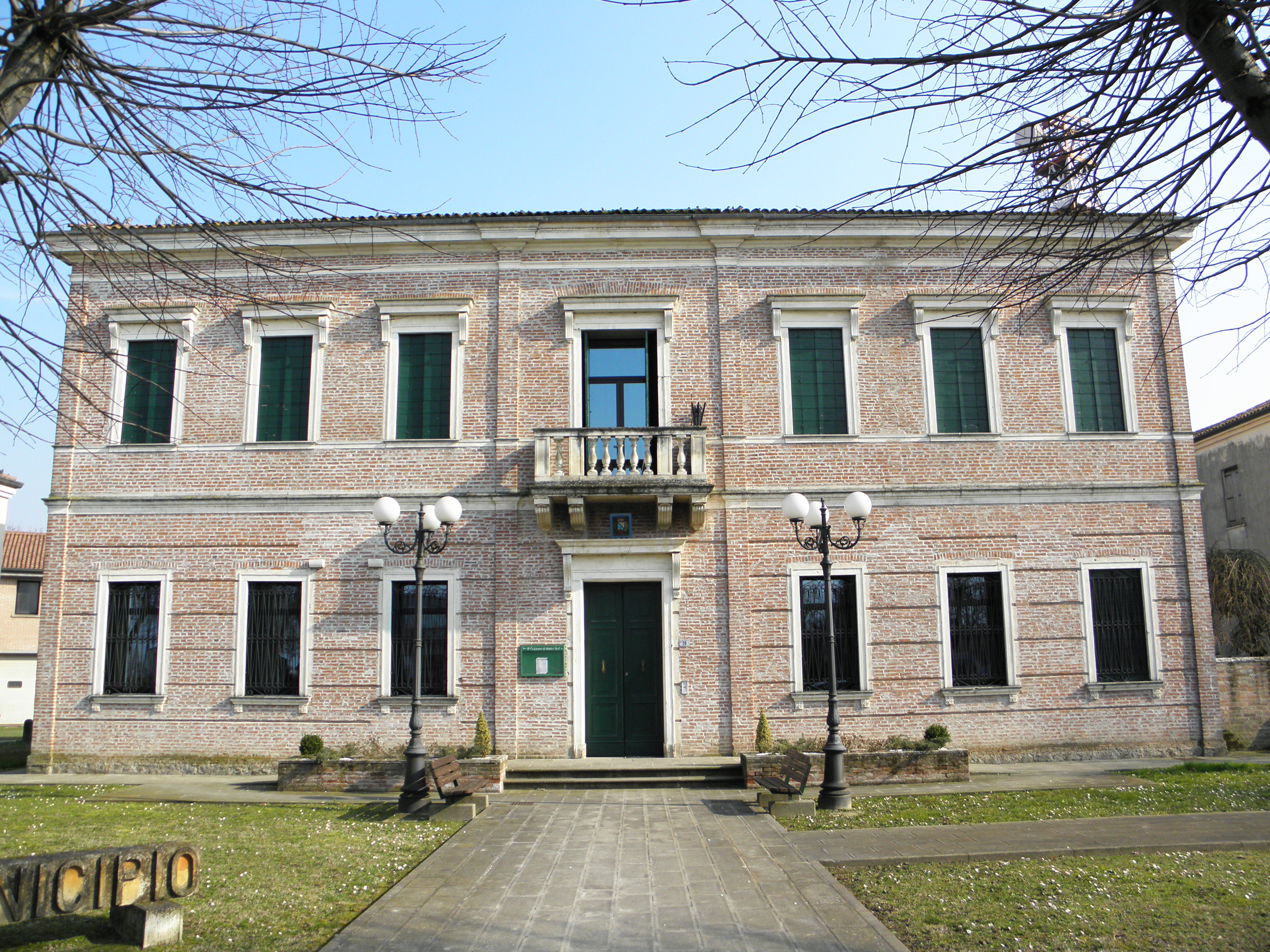
Rathaus von Sant’Urbano

Sant’Urbano ist eine nordostitalienische Gemeinde (comune) mit 1899 Einwohnern (Stand 31. Dezember 2023) in der Provinz Padua in Venetien. Die Gemeinde liegt etwa 32 Kilometer südsüdwestlich von Padua und etwa 10 Kilometer westnordwestlich von Rovigo an der Etsch und grenzt unmittelbar an die Provinz Rovigo.